# Disembolus amoenus
Disembolus amoenus är en spindelart som beskrevs av Alfred Frank Millidge 1981. Disembolus amoenus ingår i släktet Disembolus och familjen täckvävarspindlar. Inga underarter finns listade i Catalogue of Life.